# Proutia norvegica
Proutia norvegica is een vlinder uit de familie van de zakjesdragers (Psychidae). De wetenschappelijke naam van de soort is, als Fumea norvegica, voor het eerst geldig gepubliceerd in 1882 door Franciscus Heylaerts. De combinatie in Proutia werd gemaakt in 2008 door Bengtsson & Palmqvist.

## Type
- type: niet gespecificeerd.
- typelocatie: Noorwegen.